# Aoki Shigeyoshi
Aoki Shigeyoshi est un nom japonais traditionnel ; le nom de famille (ou le nom d'école), Aoki, précède donc le prénom (ou le nom d'artiste).
Aoki Shigeyoshi (青木重義, Aoki Shigeyoshi), né le 18 mars 1853 et mort le 27 octobre 1884, est un daimyo japonais de la fin de l’époque d’Edo. Il fut le 14e et dernier seigneur du domaine d’Asada, situé dans la province de Settsu (actuelle préfecture d’Osaka). Après la restauration de Meiji, il est anobli au rang de vicomte dans le système de noblesse kazoku.

## Biographie
Aoki Shigeyoshi naît le 18 mars 1853 (6e année de l’ère Kaei) en tant que fils biologique d’Aoki Shigeratsu, 11e seigneur du domaine d’Asada. Le 28 août 1856 (3e année de l’ère Ansei), à l’âge de quatre ans, il succède à son père adoptif, Aoki Kazumitsu. Son père biologique décède deux ans plus tard, en 1858 (5e année de l’ère Ansei).
En 1868 (4e année de l’ère Keiō), lors de la restauration impériale, Aoki est toujours à la tête du domaine. Le 23 juin 1869 (2e année de l’ère Meiji), il est nommé gouverneur féodal (chihanji) du domaine d’Asada. Il réforme l’école du domaine, le Chokahō-dō, en l’instituant en Bureau des arts littéraires et martiaux et y introduit des disciplines modernes telles que le confucianisme, le calcul et les mathématiques.
Cette même année, une révolte agraire éclate dans le village de Takahira, situé dans le district de Kawabe, une terre du domaine qui sera ultérieurement rattachée au district d’Arima, aujourd’hui dans la ville de Sanda. Le 15 juillet 1871 (4e année de l'ère Meiji), la réforme de l’abolition des domaines féodaux (haihan chiken) met officiellement fin au domaine d’Asada.
Le 8 juillet 1884 (17e année de l'ère Meiji), Aoki Shigeyoshi est élevé au rang de vicomte dans la hiérarchie nobiliaire kazoku instaurée par le gouvernement impérial.
N’ayant pas d’enfant biologique, il adopte comme héritier Aoki Nobumitsu, quatrième fils du baron Nakayama Nobuchika.
Il meurt à 32 ans le 27 octobre 1884.

## Crédit de traduction
- (ja) Cet article est partiellement ou en totalité issu de l’article de Wikipédia en japonais intitulé « 青木重義 » (voir la liste des auteurs).